# 李士達 (萬曆進士)
李士達（1548年—1620年），字伯順，又字通甫，号仰槐，陕西西安府三原縣人，軍籍，明朝書畫家。

## 生平

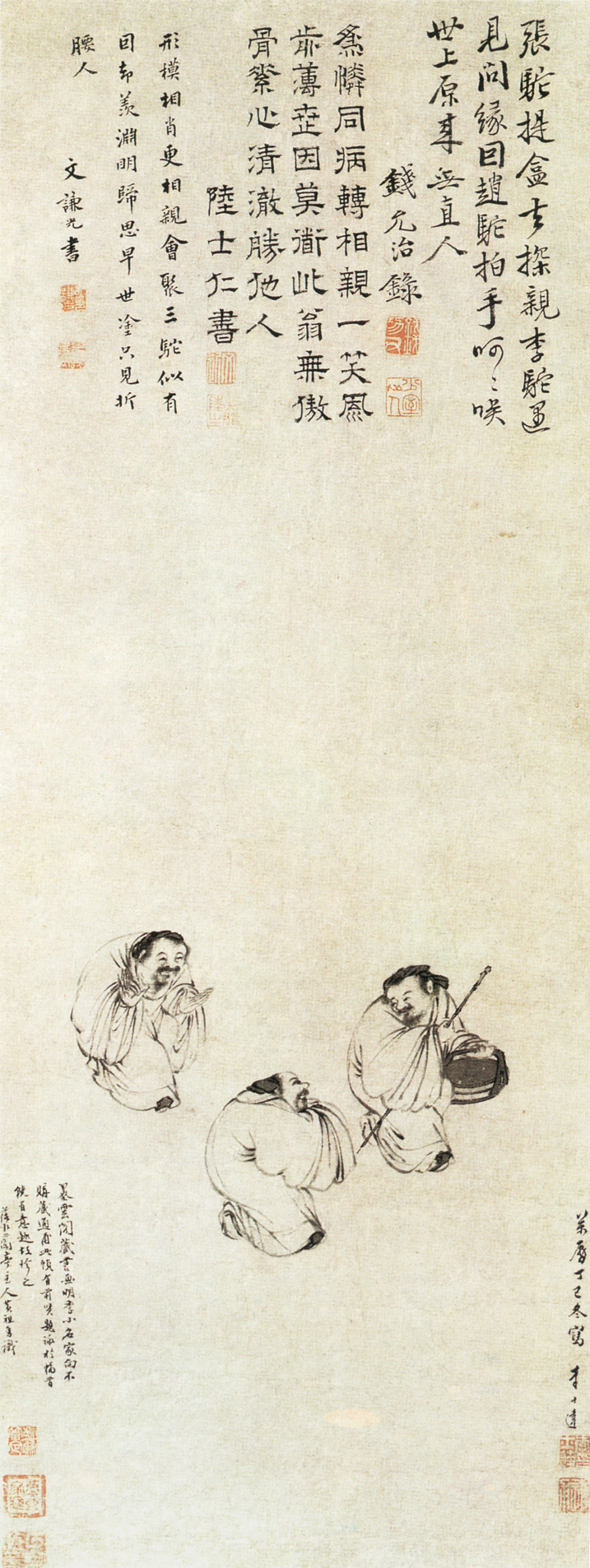
《三駝圖》

萬曆元年（1573年）癸酉科陝西鄉試第六十一名。萬曆二年（1574年）甲戌科進士。授中牟县知县，八年六月选授南京江西道监察御史，因弹劾刑部郎中邵城等受贿鬻法，词连南京吏部尚書何宽，忤首辅张居正意，万历十年出为四川按察司佥事。十一年十月调云南佥事，升四川叙州道右參議，十五年十一月升本省兵备副使，以平腻乃诸夷功，十六年十二月升一级，累升四川按察使，威茂兵备道，二十一年七月升山西右布政使，二十二年十一月升四川左布政使兼佥事，整理播州事务，後为吏科给事中项应祥论劾去职
工人物、山水画。传世作品有《三驼图》、《浔阳琵琶图》、《西园雅集图》等。

## 家族
曾祖父李澤，曾任義官；祖父李邦寧；父李希仁。母張氏。具庆下。弟李士逵。

## 作品
- 《坐聽松風圖》，藏於台灣台北國立故宮博物院
- 《關山風雨圖》，藏於台灣台北國立故宮博物院
- 《瑞蓮圖》，藏於台灣台北國立故宮博物院
- 《寒林鍾馗》軸，藏於台灣台北國立故宮博物院
- 《三駝圖》，藏於中國北京故宮博物院
- 《朝歲村慶圖》，藏於中國北京故宮博物院

## 外部鏈接
- 李士达

| 官衔        | 官衔                          | 官衔          |
| ----------- | ----------------------------- | ------------- |
| 前任： 王緘 | 明朝中牟縣知縣 1574年－1580年 | 繼任： 喬璧星 |